# Primera División (Uruguay) 1981
Die Saison 1981 der Primera División war die 78. Spielzeit (die 50. der professionellen Ära) der höchsten uruguayischen Spielklasse im Fußball der Männer, der Primera División.
Die Primera División bestand in der Meisterschaftssaison des Jahres 1981 aus 15 Vereinen, deren Mannschaften in insgesamt 210 von Ende März bis Mitte Dezember des Jahres ausgetragenen Meisterschaftsspielen jeweils zweimal aufeinandertrafen. Es fielen 555 Tore. Die Meisterschaft gewann der Club Atlético Peñarol als Tabellenerster vor Nacional Montevideo und den Montevideo Wanderers als Zweitem und Drittem der Saisonabschlusstabelle. Centro Atlético Fénix musste in die Segunda División absteigen. Peñarol und der Club Atlético Defensor qualifizierten sich für die Copa Libertadores 1982.
Des Weiteren wurde sowohl ein Playoff-Spiel um Platz 6 und somit um den Startplatz in der Liguilla Pre-Libertadores zwischen Defensor und Miramar Misiones ausgetragen, das Defensor mit 2:1 zu seinen Gunsten entschied.
Auch eine Abstiegs-Playoff-Runde zwischen den Rampla Juniors und dem Liverpool FC wurde in drei Partien ausgespielt. Nachdem die Rampla Juniors das erste Spiel mit 0:1 verloren, die zweite Begegnung aber mit 2:1 gewonnen hatten, endete das dritte Aufeinandertreffen zunächst mit einem 0:0-Unentschieden. Im Elfmeterschießen setzten sich die Rampla Juniors mit 5:4 durch. Liverpool wurde dennoch gestattet, erstklassig zu bleiben.
Torschützenkönig wurde mit 17 Treffern Rubén Paz vom Meister Peñarol.

## Jahrestabelle
| Pl. | Verein                  | Sp. | S  | U  | N  | Tore    | Diff. | Punkte |
| --- | ----------------------- | --- | -- | -- | -- | ------- | ----- | ------ |
| 1.  | Club Atlético Peñarol   | 28  | 19 | 6  | 3  | 063:250 | +38   | 44     |
| 2.  | Nacional Montevideo (M) | 28  | 17 | 7  | 4  | 061:350 | +26   | 41     |
| 3.  | Montevideo Wanderers    | 28  | 11 | 13 | 4  | 037:270 | +10   | 35     |
| 4.  | Bella Vista             | 28  | 10 | 12 | 6  | 039:300 | +9    | 32     |
| 5.  | River Plate             | 28  | 9  | 13 | 6  | 038:340 | +4    | 31     |
| 6.  | Club Atlético Defensor  | 28  | 11 | 8  | 9  | 041:370 | +4    | 30     |
| 7.  | Miramar Misiones        | 28  | 9  | 12 | 7  | 036:330 | +3    | 30     |
| 8.  | Huracán Buceo           | 28  | 7  | 14 | 7  | 032:330 | −1    | 28     |
| 9.  | CA Cerro                | 28  | 7  | 11 | 10 | 037:380 | −1    | 25     |
| 10. | Rampla Juniors (N)      | 28  | 6  | 11 | 11 | 023:400 | −17   | 23     |
| 11. | Liverpool FC (N)        | 28  | 7  | 9  | 12 | 022:430 | −21   | 23     |
| 12. | Danubio FC              | 28  | 6  | 9  | 13 | 038:390 | −1    | 21     |
| 13. | Club Atlético Progreso  | 28  | 5  | 11 | 12 | 031:510 | −20   | 21     |
| 14. | Sud América             | 28  | 5  | 10 | 13 | 028:390 | −11   | 20     |
| 15. | Centro Atlético Fénix   | 28  | 4  | 8  | 16 | 029:510 | −22   | 16     |

| (M) | Meister der vorangegangenen Saison  |
| (N) | Aufsteiger aus der Segunda División |